# LXQt
LXQt — комплект разрабатываемых программных пакетов для Linux, нацеленный на обеспечение полноценной графической оболочки (среда рабочего стола). Он появился в результате слияния LXDE и Razor-qt.

## История
Недовольный GTK+ 3, сопровождающий проекта LXDE Хун Жэньюй (洪任諭) экспериментировал с Qt в начале 2013 года и выпустил первую версию PCManFM на основе Qt 26 марта 2013 года. Он пояснил, что нет никакого ухода от GTK+ в LXDE: 
Версии GTK+ и Qt будут сосуществовать.
Позже он портировал фронтенд LXDE — lxrandr — на Qt.
3 июля 2013 года Хун Жэньюй объявил о выпуске пакета LXDE с Qt под именем LXDE-Qt, а 21 июля 2013 года Razor-qt и LXDE-Qt объявили о решении объединить два проекта. Это слияние означает, что GTK+ и Qt будут сначала сосуществовать, но вскоре разработки на GTK+ будут полностью прекращены и все усилия будут сосредоточены на портировании Qt. После слияния LXDE-Qt и Razor-qt проект стал называться LXQt и первая версия LXQt, 0.7.0, появилась 7 мая 2014 года.

## Программные компоненты
| Имя                  | Зависимости (кроме Qt) | Комментарий                                                                              |
| -------------------- | ---------------------- | ---------------------------------------------------------------------------------------- |
| qterminal            |                        | Использует командную строку, составленную для теперь и частью LXQt                       |
| Falkon (QupZilla)    |                        | Веб-браузер на Qt                                                                        |
| sddm                 |                        | Менеджер входа в систему, написанный для KDE Plasma                                      |
| lximage-qt           |                        | Программа для просмотра изображений.                                                     |
| lxmenu-data          |                        | файлы, необходимые для меню рабочего стола freedesktop.org                               |
| lxqt-about           |                        | Информация про LXQt                                                                      |
| lxqt-admin           |                        | Инструмент администрирования системы                                                     |
| lxqt-common          |                        | Общие файлы (графические файлы, темы, ярлыки рабочего стола и прочее).                   |
| lxqt-config          | KScreen (RandR)        | Центр настроек системы                                                                   |
| lxqt-globalkeys      |                        | Демон и библиотека для регистрации глобальных сочетаний клавиш                           |
| lxqt-notificationd   |                        | Демон уведомлений                                                                        |
| lxqt-openssh-askpass |                        | Запрос пароля openSSH                                                                    |
| lxqt-panel           | Solid (KDE)            | Панель задач                                                                             |
| lxqt-policykit       |                        | Агент проверки подлинности набора политик                                                |
| lxqt-powermanagement | Solid (KDE)            | Демон управления энергопотреблением                                                      |
| lxqt-qtplugin        |                        | Плагин интеграции платформы Qt (все программы на основе Qt могут принять настройки LXQt) |
| lxqt-runner          |                        | Запуск приложений                                                                        |
| lxqt-session         |                        | Управление сессией                                                                       |
| lxqt-sudo            |                        | Графический интерфейс для sudo/su                                                        |
| menu-cache           |                        |                                                                                          |
| obconf-qt            |                        | Инструмент настройки Openbox, написанный на Qt                                           |
| compton-conf         |                        | Графический инструмент настройки Compton X Composite Manager                             |
| pcmanfm-qt           |                        | Файловый менеджер PCManFM, портированный под Qt                                          |
| qt-gtk-engine        |                        | Темы GTK+ 3 со стилями Qt                                                                |

## Дорожная карта
- Дорожная карта LXQt (англ.)

## История версий
| Версия | Дата             | Комментарий |
| ------ | ---------------- | --- |
| 0.7.0  | 7 мая 2014       | |
| 0.8.0  | 13 октября 2014  | Полная совместимость с Qt 5. |
| 0.9    | 8 февраля 2015   | Крупные внутренние чистки и рефакторинг. Совместимость с Qt 4 была удалена, теперь требуется Qt 5 и KDE Framework 5. Qt 5.3 теперь является минимальной требуемой версией |
| 0.10   | 2 ноября 2015    | |
| 0.11   | 24 сентября 2016 | В ответ на мнение некоторых о том, что приложения на основе Qt используют много ОЗУ, LXQt сравнили с Xfce, показав, что после холодной загрузки использование памяти было равно 112 МБ, что чуть меньше, чем в Xfce. |
| 0.12   | 21 октября 2017  | Теперь минимальная версия — Qt 5.6.1 |
| 0.13   | 22 мая 2018      | Проведена адаптация всех компонентов для использования Qt 5.11, прочие улучшения. |
| 0.14   | 25 января 2019   | Расширена функциональность рабочего стола, в PCManFM-Qt появилась поддержка разделения окна. |
| 0.14.1 | 26 февраля 2019  | Исправлено большое количество ошибок. |
| 0.15.0 | 24 апреля 2020   | Добавлен собственный архиватор. Другие улучшения в компонентах |
| 0.16.0 | 4 ноября 2020    | Улучшения файлового менеджера PCManFM-Qt и панели LXQt-panel |
| 0.17.0 | 15 апреля 2021   | - В панели (LXQt Panel) добавлен режим работы в стиле "Dock", при котором автоматическое скрытие активируется только при наличии пересечения панели с каким-нибудь окном. - В файловом менеджере (PCManFM-Qt) реализована полная поддержка времени создания файлов. В меню Tools добавлены кнопки для создания ланчеров и включения режима администратора, использующего GVFS для перемещения файлов, не подпадающих под текущие права пользователя, без получения привилегий root. Улучшено выделение смешанных типов файлов, имеющих разные MIME-типы. Включена локализация диалога работы с файлами. Добавлены ограничения на размер миниатюр. Реализована естественная клавиатурная навигация на рабочем столе. - Обеспечено завершение всех дочерних процессов во время окончания сеанса, что позволяет приложениям, не входящим в состав LXQt, записать свои данные в конце сеанса и избежать крахов при выходе. - Повышена эффективность обработки векторных пиктограмм в формате SVG. - В интерфейсе управления питанием (LXQt Power Manager) разделено отслеживание нахождения в состоянии простоя при автономной работе и при стационарном питании. Добавлена настройка для отключения отслеживания простоя при раскрытии активного окна на весь экран. - В эмуляторе терминала QTerminal и в виджете QTermWidget реализовано пять режимов вывода фоновых изображений и добавлена настройка для отключения автоматического обрамления кавычками данных, вставляемых из буфера обмена. Действие после вставки из буферам обмена по умолчанию изменено на "прокрутка вниз". - В просмотрщике изображений LXImage Qt добавлены настройки генерации миниатюр и реализована опция для отключения корректировки размера изображений при навигации. - В менеджере архивов LXQt Archiver добавлена поддержка открытия и извлечения данных из дисковых образов. Обеспечено сохранения параметров окна. В боковой панели реализована горизонтальная прокрутка. - В системе вывода уведомлений обеспечена обработка сводной информации об уведомлении только в форме обычного текста. - Работа над переводами перенесена на платформу Weblate. Запущена дискуссионная площадка на GitHub. Параллельно продолжается работа над выпуском LXQt 1.0.0, в котором будет реализована полноценная поддержка работы поверх Wayland. |
| 1.0.0  | 5 ноября 2021    | - В панели (LXQt Panel) реализован новый плагин "Custom Command", позволяющий запускать произвольные команды и показывать результат их работы на панели. В основном меню обеспечена возможность перемещения в режиме drag&drop результатов поиска. Улучшена обработка пиктограмм, отображающих состояние системы (Status Notifier). - В файловом менеджере (PCManFM-Qt) реализована поддержка "эмблем", специальных графических меток, которые можно привязывать через контекстное меню к произвольным файлам или каталогам. В диалоге работы с файлами добавлены опции для закрепления элемента на рабочем столе и показа скрытых файлов. Реализована возможность рекурсивного применения настроек кастомизации к каталогам. Улучшена реализация плавной прокрутки колесом мыши. В контекстное меню для элемента "computer:///" добавлены кнопки для монтирования, отмонтирования и извлечения накопителя. Устранены проблемы при поиске с использованием кириллических символов в регулярных выражениях. - В просмотрщик изображений добавлены опции для управления показом меню и панели инструментов, помещения удалённых файлов в "корзину", изменения разрешения миниатюр, изменения позицией панели с миниатюрами и отключения сглаживания при масштабировании. Добавлена возможность переименования изображений по месту без открытия отдельных диалогов. Добавлена опция командной строки для запуска в полноэкранном режиме. - В систему вывода уведомлений добавлен режим "не беспокоить". - В интерфейсе настройки внешнего вида (LXQt Appearance Configuration) реализована возможность записи и чтения палитры Qt. - В конфигуратор добавлена новая страница "Other Settings", на которой собраны различные второстепенные настройки, не подпадающие под имеющиеся категории. - В индикатор менеджера управления питанием добавлен переключатель для временной приостановки проверки активности в системе (для блокирования включения режимов энергосбережения при простое системы) на время от 30 минут до 4 часов. - В эмуляторе терминала обеспечено обрамление кавычками вставляемых имён файлов, перенесённых мышью в режиме drag&drop. Решены проблемы с отображением меню при использовании протокола Wayland. - Добавлены две новые темы оформления и решены проблемы в ранее предлагаемых темах. - В программе для работы с архивами (LXQt Archiver) реализован запрос пароля для доступа к архивам с зашифрованными списками файлов. |
| 1.1.0  | 16 апреля 2022   | - В файловом менеджере (PCManFM-Qt) предоставлен DBus-интерфейс org.freedesktop.FileManager1, который может использоваться в сторонних приложениях, таких как Firefox и Chromium, для показа файлов в каталогах и выполнения других типовых работ с использованием штатного файлового менеджера. В меню "File" добавлена секция "Recent Files" со списком файлов, с которыми недавно работал пользователь. В верхюю часть контекстного меню каталогов добавлен элемент "Open in Terminal" - Предложен новый компонент xdg-desktop-portal-lxqt с реализацией бэкенда для порталов Freedesktop (xdg-desktop-portal), применяемого для организации доступа к ресурсам пользовательского окружения из изолированных приложений. Например, порталы применяются в некоторых приложениях, не использующих Qt, таких как Firefox, для организации работы с диалогом открытия файлов LXQt. - Улучшена работа с темами оформления. Добавлена новая тема и несколько дополнительных обоев рабочего стола. Добавлены дополнительные палитры Qt, соответствующие тёмным темам оформления LXQt, для унификации внешнего вида со стилями виджетов Qt, таких как Fusion (палитру можно изменить через настройки "LXQt Appearance Configuration → Widget Style → Qt Palette") - В эмуляторе терминала QTerminal значительно улучшена функциональность закладок и решены проблемы в реализации выпадающего режима вызова терминала. Закладки можно использовать по аналогии с файлом ~/.bash_aliases для упрощения доступа к типовым командам и файлам, которые трудно запомнить. Предоставлена возможность редактирования всех закладок. - В панели (LXQt Panel) при включении плагина System Tray пиктограммы системного лотка теперь размещаются внутри области уведомлений (Status Notifier), что позволило решить проблемы с показом системного лотка при включении автоскрытия панели. Для всех настроек панелей и виджетов обеспечена работа кнопки сброса изменений в исходное состояние (Reset). Предоставлена возможность размещения сразу нескольких областей с уведомлениями. Диалог настройки панели разделён на три секции. - Улучшен интерфейс для настройки виджета для показа содержимого каталога. - В менеджере управления питанием (LXQt Power Manager) реализована поддержка отображения пиктограмм с процентом заряда аккумулятора в системном лотке. - В основном меню предложены две новые раскладки элементов - Simple и Compact, имеющие только один уровень вложенности. - Улучшен виджет определения цвета пикселей на экране (СolorPicker), в котором реализовано сохранение последних выбранных цветов. - В конфигуратор сеанса (LXQt Session Settings) добавлена настройка для задания глобальных параметров масштабирования экрана. - В конфигураторе в секции LXQt Appearance предложена отдельная страница настройки стилей для GTK. - Улучшены настройки по умолчанию. В основном меню включена очистка поля поиска после выполнения действия. Уменьшена ширина кнопок на панели задач. На рабочем столе показаны по умолчанию ярлыки Home, Network, Computer и Trash. Тема оформления по умолчанию изменена на Clearlooks, а набор пиктограмм на Breeze. |
| 1.2.0  | 5 ноября 2022    | - Продолжена работа по реализации поддержки протокола Wayland. Произведена начальная адаптация менеджера сеансов (LXQt Session) для использования Wayland. В файловый менеджер PCManFM-Qt и панель внесены исправления, решающие проблемы c позиционированием меню и всплывающих элементов при работе в окружениях на базе Wayland. - В файловом менеджере (PCManFM-Qt) реализована история операций поиска (Preferences → Advanced → Search) и предложены раздельные списки для поиска по именами и по содержимому. Упрощён интерфейс выбора файлов в режиме показа детализированного списка (для выделения достаточно переместить указатель в области столбцов с метаданными). Для отмены выделения элементов предложена новая комбинация клавиш Ctrl+D, которая работает в файловом менеджере и диалоге открытия файлов. - Предоставлена возможность использования виджета эмулятора терминала (QTermWidget) в качестве плагина для встраивания в Qt-приложения. В программе QTerminal улучшен разбор аргументов опции "-e". - В библиотеке libQtXdg устранена давняя проблема, приводившая к некорректному показу пиктограмм недавно установленных приложений. - Налажен корректный выбор позиции LXQt Runner для различных оконных менеджеров. - В контекстное меню панели добавлено быстрое действие для перезагрузки элементов рабочего стола. - В просмотрщик изображений добавлено подменю с настройками сортировки. - Решены проблемы с созданием скриншотов отдельных окон на системах с несколькими экранами. - Предоставлена возможность настройки отступов на рабочем столе, например, для резервирования места для автоскрываемых панелей. - В индикаторе питания обеспечена визуализация сохраняющегося заряда аккумулятора (когда нет динамики разрядки и зарядки). |
| 1.3.0  | 15 апреля 2023   | - Начата поддержка Qt 6. - В файловом менеджере плавная прокрутка может быть включена во всех способах отображения. - В программе lxqt-sudo добавлена поддержка doas. - Обновления переводов. |
| 1.4.0  | 5 ноября 2023    | - Необходимые для отображения меню файлы теперь распространяются в собственном пакете lxqt-menu-data, который пришёл на смену ранее используемому пакету lxmenu-data от проекта LXDE. - В файловом менеджере PCManFM-Qt предоставлена возможность определения команды для вызова эмулятора терминала. Обеспечен учёт состояния двухпанельного режима при восстановлении вкладки в последнем окне. В диалоге монтирования реализовано сохранение настроек пароля и анонимности. - В эмуляторе терминала QTerminal добавлена цветовая схема Falco, реализована возможность замены кнопок мыши в стиле Putty и предложена опция для подачи звукового сигнала при обработке спецсимвола с кодом 0x07 ("\a"). - В просмотрщике изображений добавлена начальная поддержка цветовых пространств. - В плагин для выполнения произвольных команд добавлена настройка для отображения вывода в форме изображения. - В менеджере сеансов обновлено окружение для активации DBus, что решило проблемы с приложениями, выставляющими настройку DBusActivatable, например, Telegram. - Как и прошлые выпуски, LXQt 1.4 продолжает основываться на ветке Qt 5.15, официальные обновления для которой выпускаются только по коммерческой лицензии, а неофициальные бесплатные обновления формируются проектом KDE. Портирование на Qt 6 уже близится к завершению и если не произойдёт непредвиденных проблем следующий выпуск LXQt будет основан на Qt 6. |